# Józef Bem

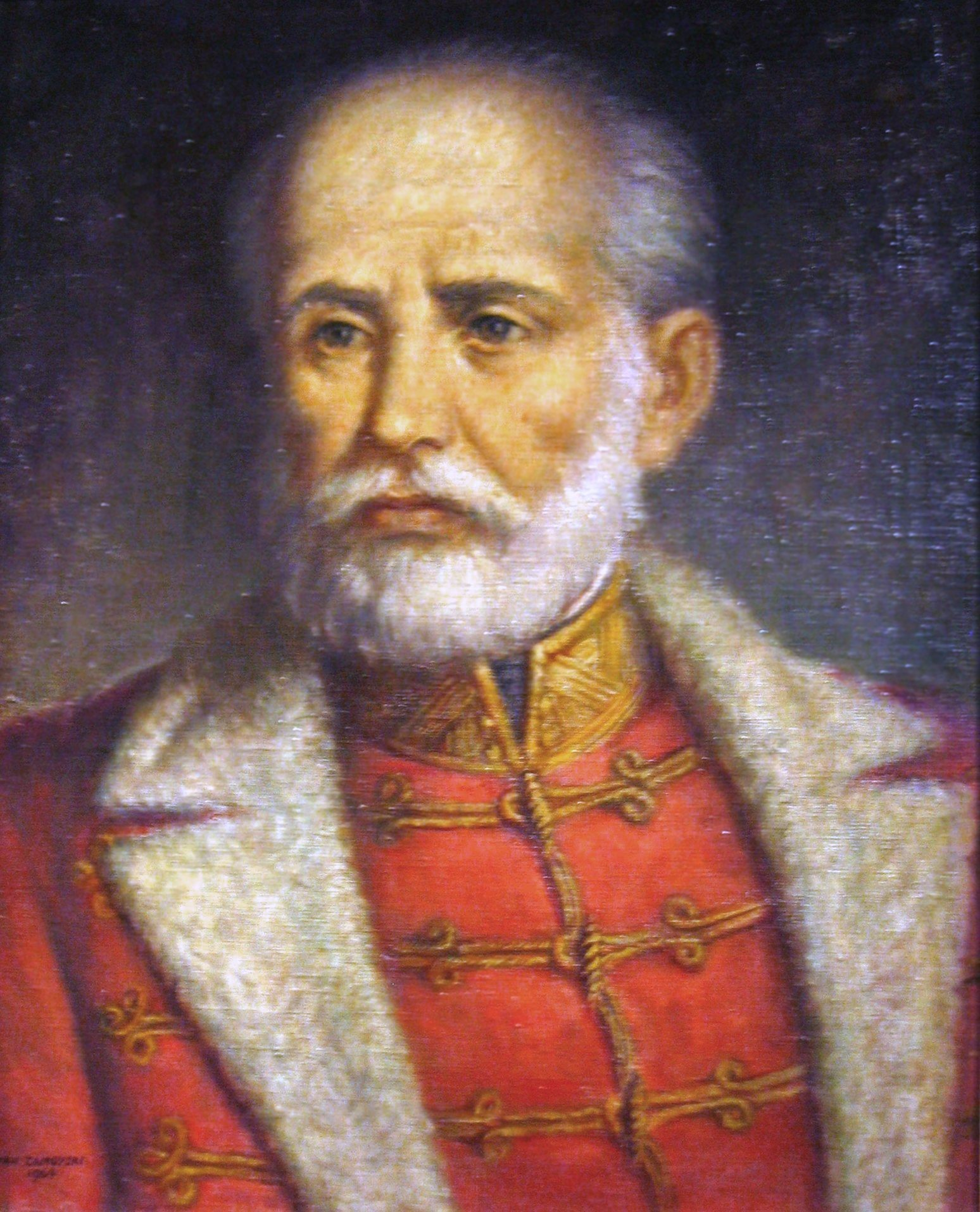
Józef Zachariasz Bem

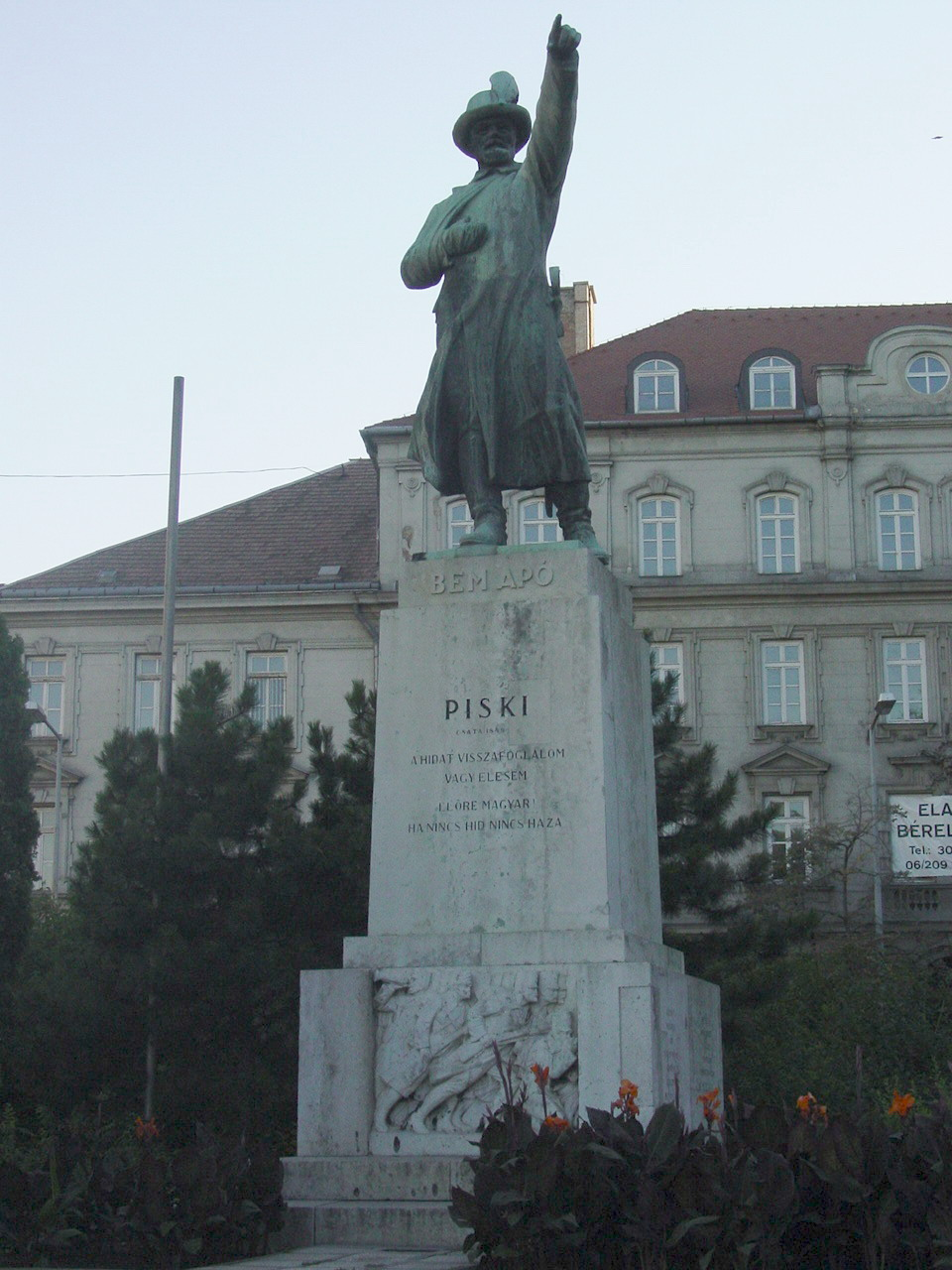
Józef-Bem-Denkmal in Budapest

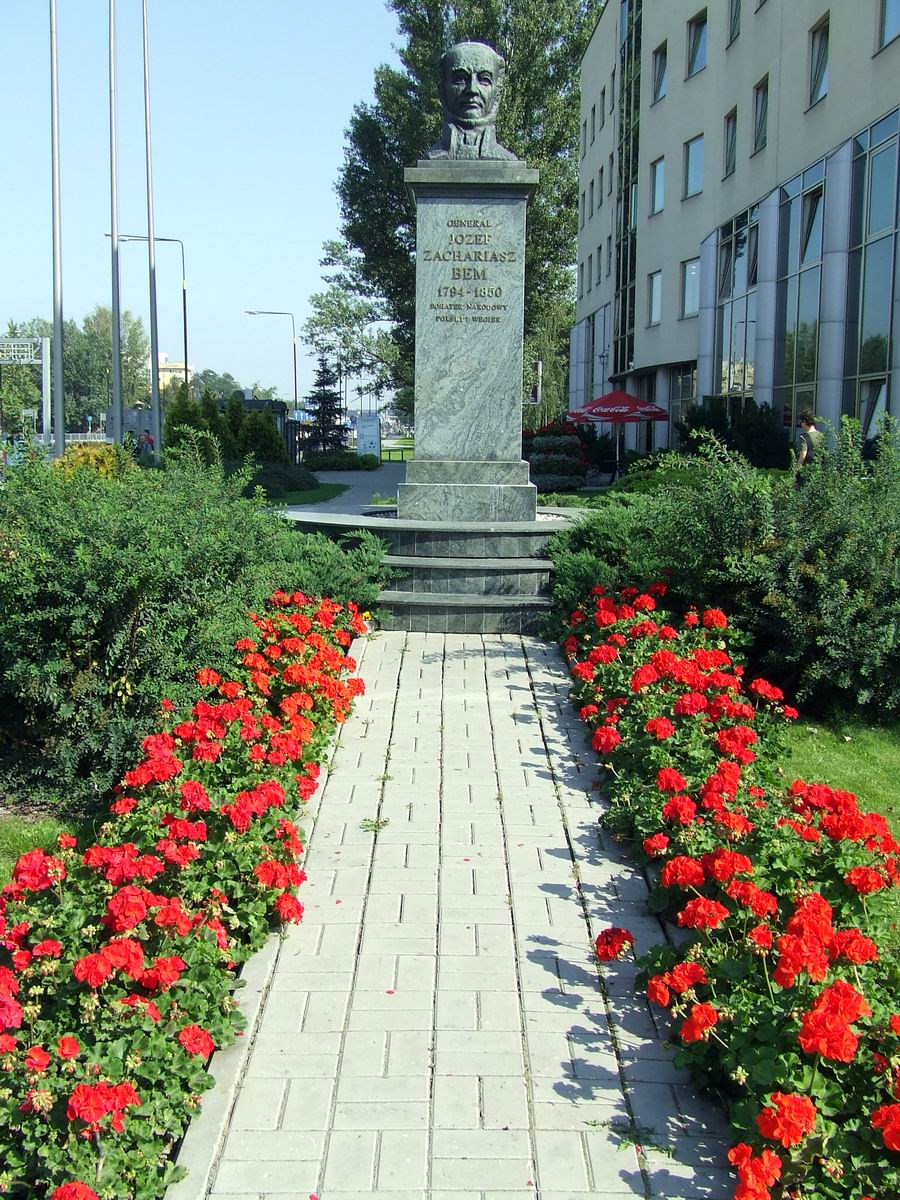
Józef-Bem-Denkmal im Warschauer Stadtbezirk Bemowo

Józef Zachariasz Bem (* 14. März 1794 zu Tarnów in Galizien; † 10. Dezember 1850 in Aleppo) war ein polnischer General, der an mehreren Kriegen und Aufständen gegen die Teilungsmächte teilnahm.

## Leben
Bem, auf der Universität Krakau, im Kadettenkorps und der Artillerieschule in Warschau gebildet, trat in die polnische reitende Artillerie ein und nahm auf napoleonischer Seite am Russlandfeldzug 1812 teil. Für seinen Einsatz bei der Verteidigung Danzigs erhielt er das Kreuz der Ehrenlegion.
Nach Polen zurückgekehrt, trat er als Artillerieoffizier in die 1815 reorganisierte Armee ein, hielt an der Warschauer Artillerieschule Vorlesungen und wurde 1819 Kapitän. Sein Freimut zog ihm vielfache harte Strafen zu, bis er nach Zar Alexanders I. Tod die Entlassung aus dem polnisch-russischen Dienst erhielt.
Er war in Lemberg mit einem Werk über die Dampfmaschinen beschäftigt, als der Warschauer Novemberaufstand 1830 ausbrach. Bem eilte nach Warschau und wurde zum Artilleriemajor ernannt.

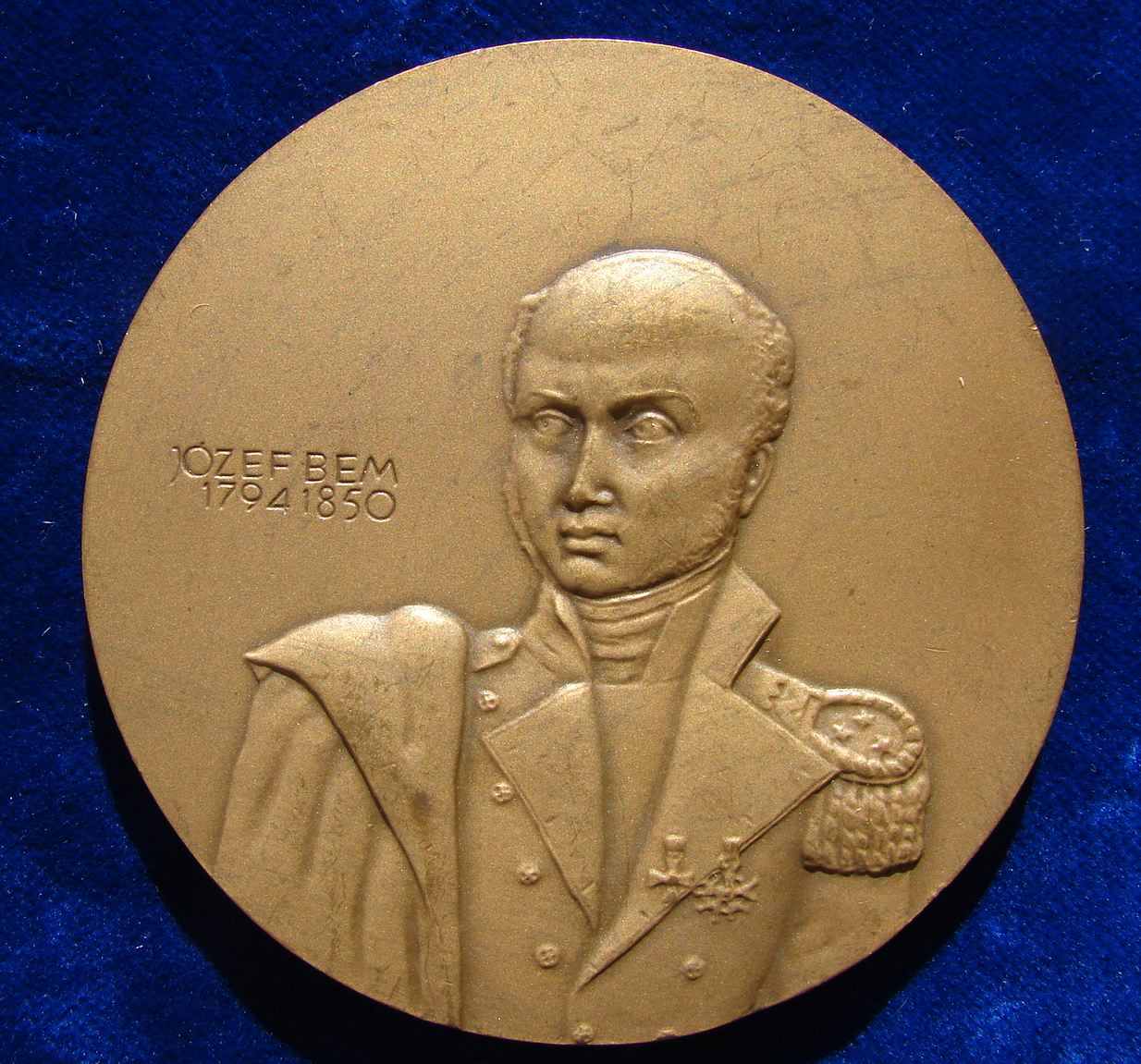
Józef Bem, polnische Medaille o. J. (etwa 1970) von J. Misztela

In der Schlacht bei Iganie trug er viel zum siegreichen Ausgang des Kampfes bei, zeichnete sich in der Schlacht von Ostrołęka aus und wurde rasch zum Oberbefehlshaber über die gesamte Artillerie und zum General befördert. Am 6. und 7. September 1831 brachte er bei Warschau seine gesamten Geschützkräfte in den Kampf ein, vermochte aber nicht, die Russen zurückzuwerfen, da er weder vom Fußvolk noch von der Reiterei unterstützt wurde.

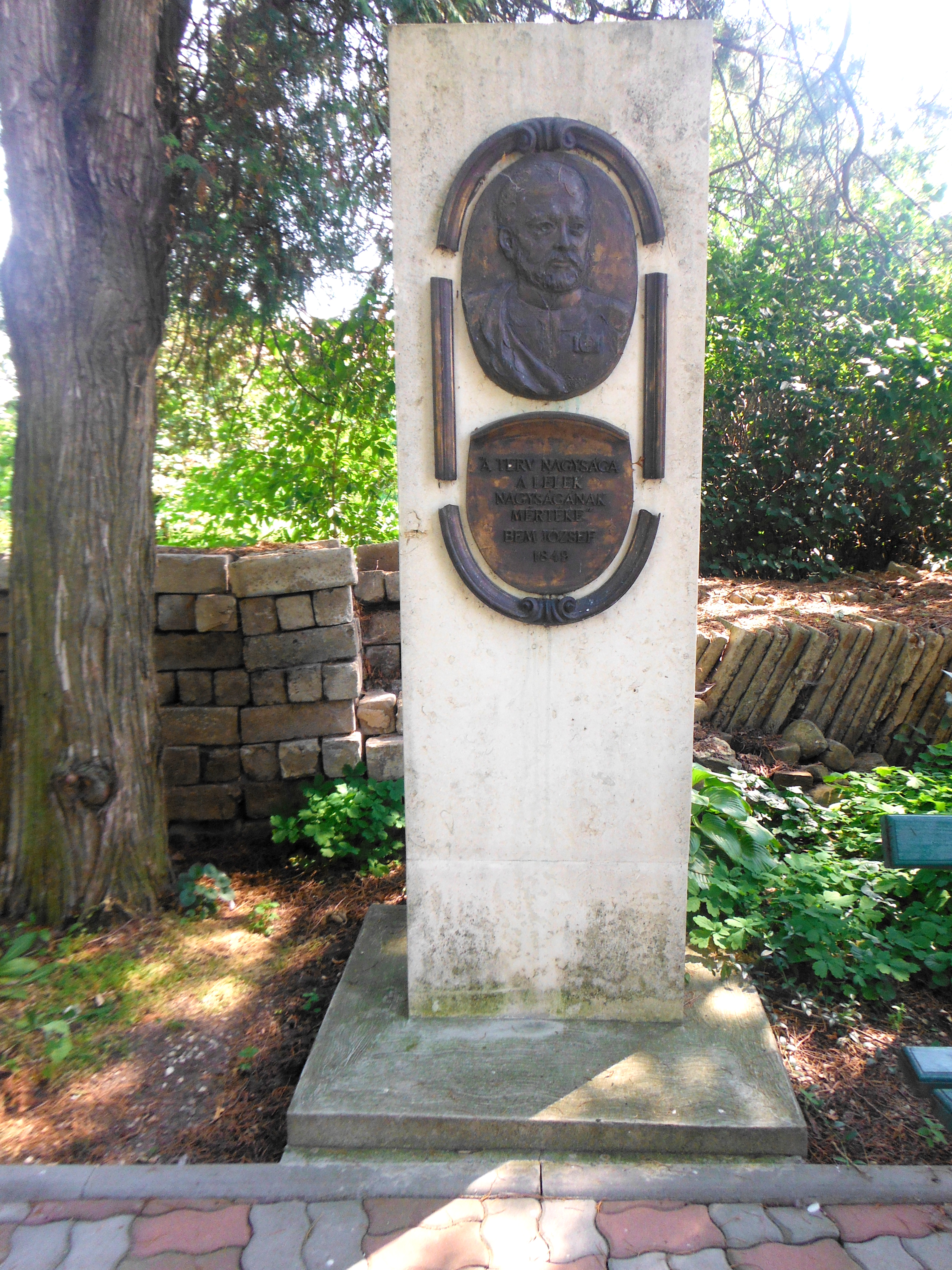
Bem-Denkmal in der Petöfi-Gedenkstätte von Albești bei Sighișoara

Nach dem Fall Warschaus trat er auf preußisches Gebiet über, lebte erst in Leipzig und Altenburg und begab sich im März 1832 nach Paris. Dort verweilte er bis 1848, mit Studien, literarischen Plänen und mancherlei Projekten beschäftigt und machte Reisen nach Portugal, Spanien, Belgien und die Niederlande. Er veröffentlichte verschiedene Werke, die die russische Unterdrückung der Polen anprangerten und den Zaren das historische Recht absprachen, über diese Gebiete zu herrschen (so z. B. in der „Vision eines polnischen Großreiches“).
Als die 1848er Revolution in Österreich ausbrach, erschien er im März 1848 zunächst in Lemberg und am 10. Oktober 1848 in Wien, wo er auf Seiten der Revolutionäre die Organisation der Verteidigungsmittel übernahm und außerordentliche Tätigkeit entwickelte, sich persönlich an mehreren Gefechten beteiligte und die Wiener Oktoberrevolution 1848 leitete. Am Tag der Kapitulation floh er nach Ungarn, dort erhielt er von der ungarischen Revolutionsregierung unter Kossuth den Oberbefehl in Siebenbürgen. 
Bem organisierte im Dezember 1848 rasch eine aus Szeklern bestehende Honvedarmee von 10.000 Mann und führte mit großer Geschicklichkeit den kleinen Krieg in Siebenbürgen. Er ergriff gegen FML Puchner die Offensive, dessen Teilkräfte unter Generalmajor Wardener er zunächst am 19. Dezember 1848 bei Dees besiegte und nach Bistritz verfolgte. Mit der kampflosen Eroberung von Klausenburg am 25. Dezember 1848 spaltete Bem die österreichischen Streitkräfte in Siebenbürgen und konnte dadurch ihre zahlenmäßigen Überlegenheit ausgleichen, worauf Puchner Ende Januar die in der Walachei stehenden Russen unter General Lüders zur Hilfe rief.
Trotz den folgenden Niederlagen in der Schlacht bei Hermannstadt  (21. Jänner 1849), bei Vizakna (4. Februar) und bei Szászsáros (4. Februar, wo er den Mittelfinger seiner rechten Hand verlor) konnte Bem durch sein taktisches Geschick das Kriegsglück wieder wenden. Nach der Schlacht bei Piski (9. Februar) und dem Sieg bei Mediasch (2. und 3. März) konnten Bems Truppen Hermannstadt (11. März) und nach der Vereinigung mit den Szeklern Kronstadt (19. März) zurückerobern und sich ganz Siebenbürgen sichern.
Die Österreicher unter Puchner und die Russen wurden bis Ende März in das Walachei abgedrängt. Er vertrieb danach die Kaiserlichen aus dem Banat und brachte seine Armee auf 43.000 Mann, dann musste er aber vor der österreichisch-russischen Übermacht zurückweichen. Nachdem er vergebens versucht hatte, den Feind in das Moldau-Gebiet zu ziehen, unterlag er dem russischen 5. Infanteriekorps unter General von Lüders am 31. Juli 1849 in der Schlacht bei Segesvár (Sighișoara). Von Kossuth nach Ungarn zurückgerufen, nahm er noch an der Schlacht bei Temesvár (9. August) teil, wo er aber durch allzu rasches Vorgehen zur Niederlage der Ungarn beitrug.
Er floh dann, nachdem er noch einmal vergebens Siebenbürgen zu verteidigen versucht hatte, in die Türkei, wo er zum Islam übertrat und den Namen Amurat Pascha annahm. Mit ihm zusammen konvertierten 72 Offiziere und Generale sowie 6.000 ungarische und polnische Soldaten. Die Bem angewiesene Stellung in der türkischen Armee suchte er zu deren Reorganisation zu nutzen, erhielt aber auf die Einsprache Österreichs und Russlands 1850 Aleppo zum Aufenthalt angewiesen, wo er im Oktober an der Spitze türkischer Truppen das blutige Pogrom der arabischen Bevölkerung gegen die Christen niederschlug. Sein durch Strapazen und Wunden zerrütteter Körper wurde von einem hartnäckigen Fieber ergriffen, dem er, jede ärztliche Hilfe abweisend, am 10. Dezember 1850 erlag.
Die Asche von General Józef Bem wird seit dem 30. Juni 1929 im Sarkophag des General-Józef-Bem-Mausoleum in Tarnów aufbewahrt.

## Ehrungen
- Chevalier der Virtuti Militari
- 1813 Chevalier der Ehrenlegion
- 1880 wurde ihm in Marosvásárhely ein Denkmal errichtet.
- 11. Mai 1985 wurde ihm in seiner Heimatstadt ein Denkmal errichtet.

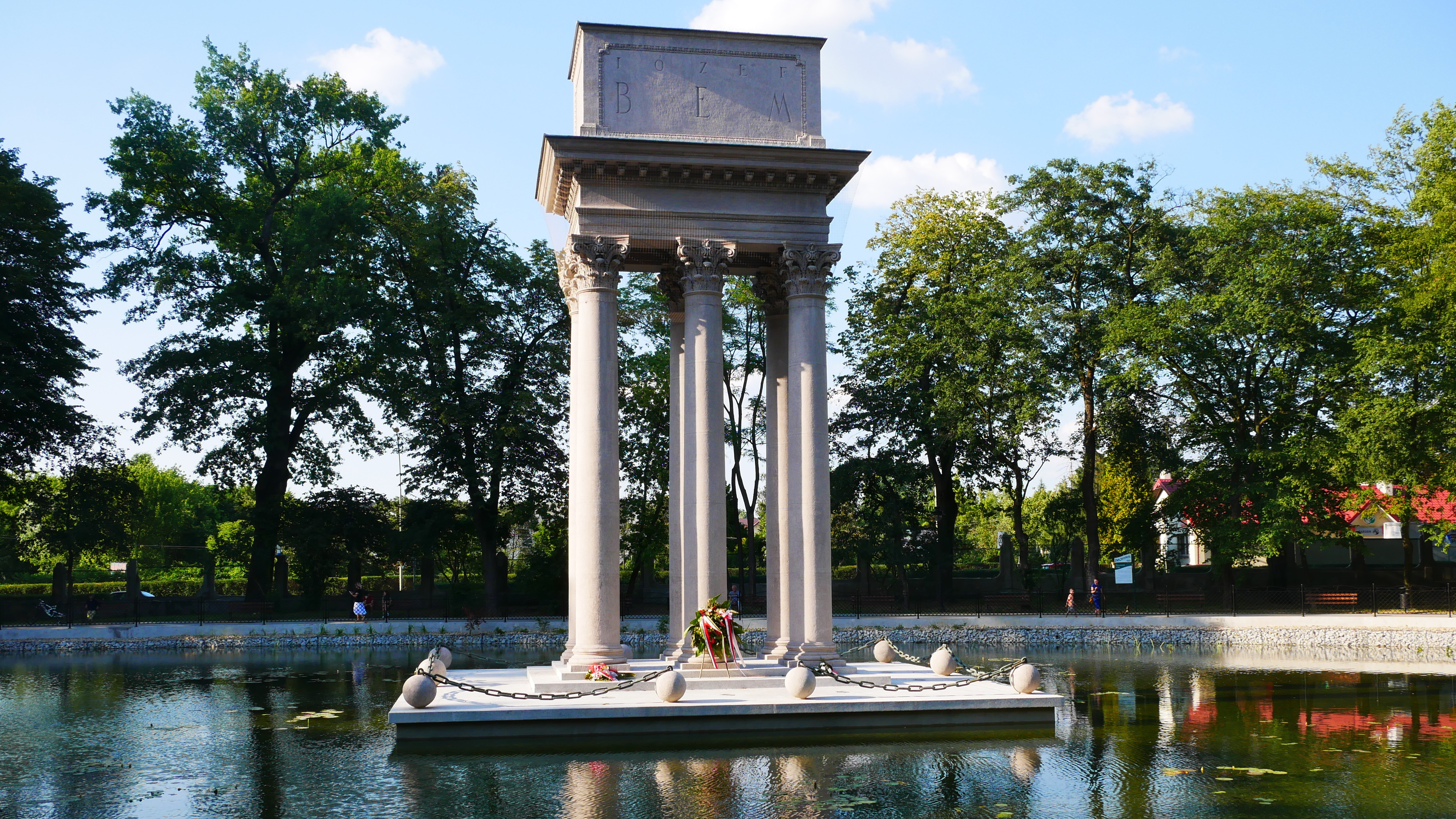
General-Józef-Bem-Mausoleum in Tarnów